# Seznam opevněných kostelů v Česku
Tento seznam uvádí opevněné kostely v České republice, které jsou rozčleněny podle krajů.
Jihočeský kraj
- Kostel svatého Jana Křtitele (Bílkov)
- Kostel Nanebevzetí Panny Marie (Rancířov)
- Kostel Nanebevzetí Panny Marie (Trhové Sviny)
- Kostel Umučení svatého Jana Křtitele (Žumberk)

Jihomoravský kraj
- Kostel svatého Jana Křtitele (Kurdějov)
- Kostel svaté Markéty (Loděnice)
- Kostel svatého Jakuba Staršího (Nosislav)
- Kostel svaté Barbory (Pavlov)
- Kostel svatého Václava (Tišnov)
- Kostel svatého Jana Křtitele (Zaječí)

Karlovarský kraj
- Kostel svatého Jiří (Horní Slavkov)
- Kostel svaté Kateřiny (Olšová Vrata)
- Kostel svatého Vavřince (Třebeň)

Královéhradecký kraj
- Kostel Proměnění Páně (Bílý Újezd)
- Kostel svatého Zikmunda (Králova Lhota)

Liberecký kraj
- Kostel Seslání svatého Ducha (Višňová)

Moravskoslezský kraj
- Kostel Archanděla Michaela (Hrozová)
- Kostel Narození Panny Marie (Příbor)

Olomoucký kraj
- Kostel Všech svatých (Bratrušov)
- Kostel svatého Jiří (Náklo)
- Kostel Panny Marie Sněžné (Velké Kunětice)
- Kostel svaté Kateřiny Alexandrijské (Vidnava)

Plzeňský kraj
- Kostel svatého Mikuláše (Kašperské Hory)
- Kostel svatého Jakuba Většího (Nepomuk)
- Kostel svatého Mikuláše (Potvorov)

Praha
- Kostel svatého Bartoloměje (Kyje)
- Kostel svatého Martina ve zdi

Středočeský kraj
- Kostel svatého Jiří (Hradešín)
- Kostel Narození Panny Marie (Kamýk nad Vltavou)
- Kostel svatého Mikuláše (Nechvalice)
- Kostel svatého Jakuba Většího (Příbram)
- Kostel svatého Bartoloměje (Rakovník)
- Kostel svatého Petra a Pavla (Řevničov)
- Kostel svatého Martina (Sedlčany)
- Kostel svatého Bartoloměje (Trhový Štěpánov)
- Kostel svatého Bartoloměje (Třebovle)
- Kostel svatého Václava (Vrbčany)

Ústecký kraj
- Kostel svatého Gotharda (Brozany)
- Kostel svatého Mikuláše (Droužkovice)
- Kostel svatého Mikuláše (Holešice)
- Kostel svaté Barbory (Chomutov)
- Kostel svatého Jiljí (Jirkov)
- Kostel svaté Anny (Křimov)
- Kostel svatého Jakuba Staršího (Louchov)
- Kostel svatého Mikuláše (Mikulovice, okres Chomutov)
- Kostel svatého Vavřince (Podlesice)
- Kostel svatého Mikuláše (Přísečnice)
- Kostel svatého Bartoloměje (Spořice)
- Kostel svatého Václava (Strupčice)
- Kostel svatého Jakuba Staršího (Škrle)
- Kostel Povýšení svatého Kříže (Údlice)
- Kostel svatého Havla (Úhošťany)

Vysočina
- Kostel Nanebevzetí Panny Marie (Březník)
- Kostel svatého Václava (Chřenovice)
- Kostel svatého Bartoloměje (Košíkov)
- Kostel svatého Filipa a Jakuba (Pavlov)
- Kostel Narození svatého Jana Křtitele (Přibyslav)
- Kostel svaté Maří Magdaleny (Šebkovice)
- Kostel svatého Jana Křtitele (Velká Bíteš)
- Kostel svatého Jakuba Většího (Velká Losenice)

Zlínský kraj
- Kostel svatého Petra a Pavla (Těšnovice)